# Il faut du temps (album)
Pour les articles homonymes, voir Il faut du temps.
Albums de Dalida
Olympia 1971 Sings in italian for you
(1973)
Il faut du temps est un album de Dalida sorti en 1972. La pochette ne présentant que la seule photo de l'artiste, sans son nom, ni titre, l'album est appelé par le titre de la première plage qui le compose.
Au sein de l'album, on trouve Parle plus bas (thème du film Le parrain) qui sera un gros succès pour la chanteuse, une reprise de Charles Trenet Que reste-t-il de nos amours ainsi que Pour ne pas vivre seul qui deviendra une chanson emblématique dans le répertoire de Dalida. Cette chanson, osée pour l'époque, aborde le thème de la solitude, entre autres celle de l'homosexualité ("...pour ne pas vivre seul, des filles aiment des filles et l'on voit des garçons épouser des garçons...")
« Aborder franchement le thème de l'homosexualité reste néanmoins courageux. Les homos lui sauront gré de ce geste, qui sera suivi de plusieurs autres. Dalida n'hésitera pas à déclarer dans des interviews qu'il est absurde de pénaliser les gens pour leur orientation sexuelle. En quelques années, elle deviendra une figure culte de la communauté gay, surtout lors de sa période disco, lorsqu'elle jouera à fond la carte du glamour, des boys, du kitsch et des paillettes. »
-extrait de Mon frère tu écriras mes mémoires par Catherine Rihoit paru chez Plon en 1995.

## Face A
1. Parle plus bas (Le Parrain)
2. L'amour qui venait du froid
3. Et puis...C'est Toi
4. Il faut du temps
5. Ma Mélo Mélodie

## Face B
1. Pour ne pas vivre seul
2. Que reste-t-il de nos amours ?
3. Mamina
4. Avec le temps
5. Jésus kitsch

## Singles

### France
- Mamina/Les choses de l'amour
- Jésus kitsch/Ma mélo mélodie
- Parle plus bas (le parrain)/Il faut du temps

### Italie
- Cammina Cammina/Credo nell'amore
- Gesu Kitsch / Ma mela melodia

### Japon
- Parle plus bas (le parrain)/Non

## Versions
- Pour ne pas vivre seul a été enregistrée en italien (Per non vivere soli), en espagnol (Por no vivir solas) et en allemand (Um nicht allein zu sein).
- Ma mélo mélodie a été enregistrée en italien (Ma melo melodia).
- Jésus Kitsch a été enregistrée en italien sous le même titre.
- Mamina a été enregistrée en italien (Cammina cammina).